# 馬爾伯里 (北卡羅萊納州威爾克斯縣)
馬爾伯里（英語：Mulberry）是位於美國北卡羅萊納州威爾克斯縣的普查規定居民點。

## 人口
根據2020年美國人口普查的數據，馬爾伯里的面積為13.19平方千米，皆為陸地。當地共有人口2275人，而人口密度為每平方千米172.48人。